# Örnsköldsviks Allehanda
Örnsköldsviks Allehanda (Allehanda eller ÖA) är en lokaltidning i Örnsköldsvik som utkommer 7 dagar i veckan. Tidningens ledarsida är liberal. Tidningens chefredaktör heter Sandra Bygdén Shameh och politisk redaktör är Hugo Burén.
Tidningen ägs sedan 2019 är en del av Bonnier News Local. Allehanda.se är hemsidan för Örnsköldsviks Allehanda.

## Historik
Tidningen grundades under namnet Örnsköldsviks Nyheter 1894. Den bytte  1901 namn till Örnsköldsviks Allehanda och hade då hunnit bli en hård konkurrent till Örnsköldsviks-Posten. Den kampen om läsarna i Örnsköldsviks-trakten avslutades 1951 när ÖP slogs samman med Ångermanlands Nyheter och sedan las ner 1953.
År 1975 köpte Sundsvalls Tidning Örnsköldsviks Allehanda. År 1985 köptes Sundsvalls Tidning och Örnsköldsviks Allehanda i sin tur av Stiftelsen Gefle Dagblad. ST/ÖA:s tidigare ägarfamiljer Alström och Wide behöll inledningsvis röstmajoriteten. GD-koncernen blev senare Mittmedia.
ÖA drevs tidigare av AB Allehandas medierörelse. Den 1 september 2006 slogs detta företag ihop med Tidningen Ångermanland AB och bildade Allehanda Media. Bolaget kontrollerades av Mittmedia. Nya Norrland/Dagbladet behöll en minoritetspost fram till hösten 2012.
Samordningen med Tidningen Ångermanland (TÅ) lanserades den 2 januari 2007. Detta innebar att de båda tidningarna fick samma chefredaktör och att ÖA:s tidigare webbplats Allehanda.se även blev TÅ:s webbplats. Den första nyhetsdelen fortsatte vara unik för de båda tidningarna, medan den andra delen med sport, familj, kultur och nöje blev gemensam.
Den 5 juni 2013 avskaffades den gemensamma B-delen till fördel för en sammanhållen mer lokal tidning.
I december 2021 fick Tidningen Ångermanland en egen webbplats, varefter Allehanda.se enbart användes av ÖA.

## Tryckeri
År 2001 tog Örnsköldsviks Allehanda över produktionen Aftonbladets Norrlandsupplaga som tidigare tryckts i Härnösand. Det gjorde att även Tidningen Ångermanland flyttade sin produktion till Örnsköldsvik, varefter tryckeriet i Härnösand lades ner. Snart därefter tog man även över Aftonbladets tryck för övre Norrland som tidigare utförts av NSD, varefter hela AB:s Norrlandsupplaga trycktes i Örnsköldsvik. I april 2005 började även Dagens Industri Norrlandsupplaga tryckas i Örnsköldsvik, varefter fyra tidningar trycktes i Örnsköldsvik.
År 2013 var tryckeriet hotat när DI lämnade, men man fick istället Expressen som kund. År 2017 stod det dock klart att båda kvällstidningarna skulle flytta produktionen varefter tryckeriet lades ner. Den 31 januari 2018 lades tryckeriet i Örnsköldsvik ner och produktionen flyttade till Sundsvall.

## Chefredaktörer
- Olof Alfred Ohlson (född 1859), 1898-1902[21]
- Nils Edin, 1902-1904
- Olof Olson (född 1884)[22], 1904-1933
- Axel Andersson, 1933-1965[23]
- Olle Norell, 1965-1988[23]
- Jerry Erixon, 1988-1998[23]
- Hans Olovsson, 1998-1999[23]
- Pehr-Axel Sundbom, 1999-2001[23]
- Ingvar Näslund, 2001[24]–2002
- Lars Nordström, 2002[25]–2006
- Ola Eriksson, 2006–2008
- Jimmie Näslund, 2008–2014[26]
- Anders Ingvarsson, 2015-2016 (chefredaktör för ÖA, TÅ och Sundsvalls Tidning)
- Karin Näslund, 2016–2019 (chefredaktör för ÖA, TÅ och Sundsvalls Tidning)[27]
- Sandra Bygdén Shameh, 2019–nu (efter Bonniers övertagande av Mittmedia)[28]

Efter bildandet av Allehanda Media hade ÖA och TÅ samma chefredaktör. 2014–2019 var Sundsvalls Tidnings chefredaktör även chefredaktör för ÖA och TÅ. Från 2019 har alla tre tidningarna åter egna chefredaktörer.